# Miguel Ángel Ciuro Caldani
Miguel Ángel Ciuro Caldani (n. Rosario (Argentina), 1942) es un jurista argentino, especializado en filosofía del derecho, derecho internacional privado y derecho comunitario o de la integración regional.
Es el principal exponente en la actualidad de la Teoría Trialista del mundo jurídico, conocida como trialismo.

## Trayectoria
Se desempeñó como Director del Departamento de Posgrado de la Facultad de Derecho de la Universidad de Buenos Aires hasta 2010, Investigador principal del Conicet (Consejo Nacional de Investigaciones Científicas y Técnicas) hasta 2009 y expresidente de la Fundación para las Investigaciones Jurídicas. 
Obtuvo los títulos de abogado en 1962 y de licenciado en Ciencias Políticas y Diplomáticas en 1963, para luego graduarse como doctor en Ciencias Jurídicas y Sociales en 1966 y Doctor en Ciencias Políticas y Diplomáticas en 1969. Los títulos de Abogado, Licenciado en Ciencias Políticas y Diplomáticas y Doctor en Ciencias Jurídicas y Sociales corresponden a la Universidad Nacional del Litoral y el de Doctor en Ciencias Políticas y Diplomáticas a la Universidad Nacional de Rosario.
Ha desempeñado una extensa carrera como profesor universitario, así como una prolífica carrera como investigador. Su labor principal ha sido en la Facultad de Derecho (UNR) de la Universidad Nacional de Rosario, donde se ha desempeñado como titular de las cátedras de Introducción al Derecho, Derecho Internacional Privado, Filosofía del Derecho y Derecho de la Integración. Pero también ha sido docente de grado o postgrado en la Universidad del Salvador, Universidad de Buenos Aires, Universidad del Centro de la Provincia de Buenos Aires, Universidad Notarial Argentina, y Universidad Argentina "John F. Kennedy".
En el marco de la Universidad Nacional de Rosario es director del  Centro de Investigaciones de Filosofía Jurídica y Filosofía Social y codirector Centro de Estudios Comunitarios y Comparados y del Centro de Estudios sobre Derecho y Economía. Es director honorario del Centro de Investigaciones de Derecho Civil y fue responsable de un Módulo Jean Monnet. Es profesor emérito de la Universidad de Buenos Aires. 
En el área de Integración regional es coorganizador de las versiones del Encuentro de Especialistas en el MERCOSUR, que se realizan desde 1993 en la ciudad de Rosario, habiéndose constituido en tradicional y destacado evento en su ámbito que reúne a  personalidades del mundo académico internacional.
Ha recibido en 2006 y 2016 el premio Konex como una Cien Figuras de las Humanidades Argentinas de la Década y  ha sido declarado visitante ilustre de las ciudades de Córdoba y Guayaquil.
En su trayectoria profesional ha sido designado miembro de destacadas instituciones, como ser Academia Nacional de Derecho y Ciencias Sociales de Córdoba, Academia Brasileira de Letras Jurídicas, Academia Brasileira de Ciencias Morais e Políticas, 
Academia de Derecho Internacional y Comparado de la Federación, Interamericana de Abogados, Asociación Uruguaya de Derecho Internacional, Société de Législation Comparée, Asociación Argentina de Derecho Internacional (Presidente 1995 a 1999), International Law Association, Asociación Argentina de Derecho Comparado, Internationale Vereinigung für Rechts- und Sozialphilosophie (IVR), 
Asociación Argentina de Filosofía del Derecho, Association Française de Philosophie du Droit, Asociación de Estudios de Integración Europea en América Latina ECSA-AL, Asociación de Estudios sobre la Comunidad Europea en la Argentina (Presidente 1998 - 2002), Association Internationale de Méthodologie Juridique, Accademia dei Giusprivatisti Europei –Pavía.
En agosto de 2010 la Universidad Nacional del Centro de la Provincia de Buenos Aires (UNICEN) ha aprobado el otorgamiento del título de doctor honoris causa por sus excepcionales méritos en el desarrollo de la enseñanza e investigación del derecho.

## Principales obras
- Bases categoriales de la dinámica y la estática jurídico-sociales (Elementos para la sociología jurídica) (1967)
- Aportes para una Teoría de las Respuestas Jurídicas (1976)
- Filosofía, literatura y derecho (Estudios y notas) (1986)
- Estudios Jusfilosóficos (1986)
- Lecciones de Historia de la Filosofía del Derecho (Historia Jusfilosófica de la jusfilosofía) Introducción – Edad Antigua
- Lecciones de Historia de la Filosofía del Derecho III-I / III-II
- Bases jusfilosóficas del derecho de la cultura (1993)
- Lecciones de historia de la Filosofía del Derecho (Historia jusfilosófica de la jusfilosofía) Edad Media – Edad Moderna (1993)
- Filosofía de la Jurisdicción
- Los contratos conexos (1999)
- La conjetura del funcionamiento de las normas jurídicas – Metodología Jurídica (2000)
- Estudios de Historia del Derecho (2000)
- El Derecho Universal. Perspectiva para la ciencia jurídica de una nueva era (2001)
- Lecciones de Filosofía del Derecho Privado (Historia) (2003)
- Metodología Dikelógica (Métodos constitutivos de la Justicia. Las fronteras de la Justicia) (2007)
- Estudios jurídicos del Bicentenario de la Revolución de Mayo de 1810 (2010)
- Estrategia jurídica (2011)
- Bases del pensamiento jurídico (2012)
- Distribuciones y repartos en el mundo jurídico (2012)
- Proyecciones académicas del trialismo (2017)
- Proyecciones académicas del trialismo II (2018)
- El Derecho, la vida humana, la genética y el cosmos (2019)
- Una teoría trialista del mundo jurídico (2020)
- Méritos y merecimientos (2020)